# Zamia encephalartoides
Zamia encephalartoides är en kärlväxtart som beskrevs av Dennis William Stevenson. Zamia encephalartoides ingår i släktet Zamia och familjen Zamiaceae. IUCN kategoriserar arten globalt som sårbar. Inga underarter finns listade i Catalogue of Life.